# Breaking the Spell
Breaking the Spell (1999) es un documental anarquista, dirigido por Tim Lewis, Tim Ream, y Sir Chuck A. Rock. Usando una cámara amateur, rodaron las protestas de la cumbre de la OMC de 1999 en Seattle sobre el terreno. Documentan la revuelta desde la perspectiva de las anarquistas, las opiniones de sus compañeras de protesta, las de políticos locales, etc.
- Datos: Q3285206